# Boțești, Argeș
Boțești este satul de reședință al comunei cu același nume din județul Argeș, Muntenia, România.

## Personalități
- Ion Diaconescu (1917 - 2011), om politic, vicepreședinte al Partidului Național Țărănesc creștin democrat.